# Campionati del mondo di ciclismo su strada 2023 - Cronometro maschile Junior
La ventinovesima edizione della cronometro maschile Junior dei Campionati del mondo di ciclismo su strada si svolse il 10 agosto 2023 con partenza ed arrivo da Stirling in Scozia nel Regno Unito, su un percorso totale di 22,8 km. La vittoria fu appannaggio dell'australiano Oscar Chamberlain che completò il percorso con il tempo di 28'29"62 alla media di 48,011 km/h, precedendo il britannico Ben Wiggins e il tedesco Louis Leidert.
Accreditate alla partenza 72 ciclisti, dei quali 71 presero il via e completarono la gara.

## Classifica (Top 10)
| Pos. | Corridore         | Squadra     | Tempo     |
| ---- | ----------------- | ----------- | --------- |
| 1    | Oscar Chamberlain | Australia   | 28'29"62  |
| 2    | Ben Wiggins       | G. Bretagna | a 24"78   |
| 3    | Louis Leidert     | Germania    | a 34"11   |
| 4    | Jørgen Nordhagen  | Norvegia    | a 37"55   |
| 5    | Jacob Bush        | G. Bretagna | a 50"58   |
| 6    | Luca Giaimi       | Italia      | a 56"39   |
| 7    | Duarte Marivoet   | Belgio      | a 57"71   |
| 8    | Adam Rafferty     | Irlanda     | a 58"26   |
| 9    | Andrew August     | Stati Uniti | a 1'02"15 |
| 10   | Paul Fietzke      | Germania    | a 1'09"52 |